# Maggie Mae
Maggie Mae är en traditionell låt med arrangemang av Lennon, McCartney, Harrison och Starkey, som spelades in av The Beatles vid de s.k. Get Back Sessions i januari 1969 och gavs ut 1970 på albumet Let It Be.

## Låten och inspelningen
För att koppla av under de pressande sessionerna i januari 1969 (och även hitta sina rötter) gjorde man avbrott med covers av gamla favoriter, men det var inte så mycket av detta som gavs ut. Deras version av den traditionella låten ”Maggie Mae” (från hemstaden) som spelades in den 24 januari kom emellertid att ges ut. Låten, om en prostituerad på ökända Lime Street i Liverpool, är ganska grov men man har ändå hyfsat till texten en smula då den i original var ännu värre. Låten kom med på LP:n Let It Be som utgavs i England och USA 8 respektive 18 maj 1970.
Vid den ommixade versionen Let It Be... Naked, som kom ut på CD 2003, finns inte Maggie Mae med på CD 1 - men däremot i råversion på CD 2.
Låten är 40 sekunder lång.